# Tennistoernooi van Hamburg 2022
|                                        |  |                                        |
| Bernarda Pera, winnares bij de vrouwen |  | Lorenzo Musetti, winnaar bij de mannen |

Het tennistoernooi van Hamburg van 2022 werd van 17 tot en met 24 juli 2022 gespeeld op de gravelbanen van tennispark Am Rothenbaum in de Duitse stad Hamburg. De officiële naam van het toernooi was Hamburg European Open. De toernooiorganisatie was in handen van het bedrijf MatchMaker Sports GmbH onder leiding van Sandra Reichel.
Het toernooi trok ongeveer 55.000 toeschouwers. Het toernooi had te kampen met twee extreme hittedagen. Op dinsdag 19 juli werd een maximale temperatuur gemeten van 34,4 °C en op woensdag 20 juli zelfs een maximale temperatuur van 39,1 °C (weerstation: Flughafen Hamburg).
Het toernooi bestond uit twee delen:
- WTA-toernooi van Hamburg 2022, het toernooi voor de vrouwen (17–23 juli)
- ATP-toernooi van Hamburg 2022, het toernooi voor de mannen (18–24 juli)

## Toernooikalender
| Hamburg           | juli 2022 | juli 2022 | juli 2022 | juli 2022 | juli 2022 | juli 2022     | juli 2022    | juli 2022    | juli 2022 |
| Hamburg           | zon 17    | maa 18    | din 19    | din 19    | woe 20    | don 21        | vrĳ 22       | zat 23       | zon 24    |
| ----------------- | --------- | --------- | --------- | --------- | --------- | ------------- | ------------ | ------------ | --------- |
| vrouwenenkelspel  | 1e ronde  | 1e ronde  | 1e ronde  | 2e ronde  | 2e ronde  | kwart- finale | halve finale | finale       |           |
| vrouwendubbelspel | 1e ronde  | 1e ronde  | 1e ronde  | 2e ronde  | 2e ronde  | halve finale  |              | finale       |           |
| mannenenkelspel   |           | 1e ronde  | 1e ronde  | 1e ronde  | 2e ronde  | 2e ronde      | kwartfinale  | halve finale | finale    |
| mannendubbelspel  |           | 1e ronde  | 1e ronde  | 1e ronde  | 1e ronde  | 2e ronde      | halve finale | halve finale | finale    |

ATP-toernooi van Hamburg – WTA-toernooi van Hamburg

2001 · 2002 · 2003–2020 · 2021 · 2022 · 2023 · 2024